# Лисичонок Олександр Валентинович
Олекса́ндр Валенти́нович Лисичо́нок (22 грудня 1958 — 10 липня 2025) — радянський та український легкоатлет, який спеціалізувався на потрійному стрибку.
На внутрішніх змаганнях представляв Київ та виступав за спортивні товариства «Трудові резерви» і «Буревісник».
Тренувався під керівництвом Костянтина Окрайченка та Анатолія Голубцова.

## Спортивні досягнення
Учасник чемпіонату Європи в приміщенні (1980) у складі збірної СРСР, на якому з результатом 15,91 м посів 13-е місце у змаганнях з потрійного стрибка.
Срібний призер чемпіонату СРСР з потрійного стрибка (1981).
Срібний (1982, 1984) та бронзовий (1978) призер чемпіонатів УРСР з потрійного стрибка.
Чемпіон УРСР в приміщенні з потрійного стрибка (1981). Срібний призер чемпіонату УРСР в приміщенні з потрійного стрибка (1984).
Ексрекордсмен УРСР з потрійного стрибка — 17,00 (1978) та 17,03 (1981). Перший український стрибун потрійним, який досяг 17-метрової позначки.
Ексволодар вищого досягнення УРСР у приміщенні з потрійного стрибка — 16,74 (1981).